# 미타사 (서울 성북구)
미타사는 서울특별시 성북구 보문3가 51에 있는 조계종 소속의 사찰이다.

## 소장 문화재
- 미타사 아미타후불도 - 서울특별시 유형문화재 제358호
- 미타사 지장시왕도 - 서울특별시 유형문화재 제359호
- 미타사 신중도 - 서울특별시 유형문화재 제360호
- 미타사 칠성도 - 서울특별시 유형문화재 제361호
- 미타사 백의관음도 - 서울특별시 유형문화재 제362호
- 미타사 감로도 - 서울특별시 문화재자료 제61호
- 미타사 산신도 - 서울특별시 문화재자료 제62호
- 미타사 독성도 - 서울특별시 문화재자료 제63호